# Paladar secundari
El paladar secundari és una estructura anatòmica que separa la cavitat nasal i la cavitat oral en molts vertebrats.
En l'embriologia humana, es refereix a la part del paladar ossi formada pel creixement medial dels dos processos palatals i la seva fusió a la línia mitjana. Constitueix la major part del paladar adult i limita amb el paladar primari al forat incisiu.

## Importància clínica
El desenvolupament del paladar secundari comença en la sisena setmana de gestació i pot desembocar en una fenedura palatina si es produeix algun problema.
N'hi ha tres causes principals:
- el retard de creixement, que fa que els processos palatals no arribin a fusionar-se
- l'obstrucció mecànica, en la qual una mida aberrant de la boca o la presència d'estructures anatòmiques anòmales a la boca de l'embrió evita que els processos palatals es toquin
- la disfunció epitelial de la línia mitjana (DELM), en la qual una disfunció de la mucosa de la superfície dels processos palatals impedeix la fusió palatal

## Evolució
Es creu que el paladar secundari tingué un paper important en l'evolució dels animals de sang calenta. Les primeres espècies dotades de paladar secundari apareixen al registre fòssil al Permià mitjà. A més de les seves funcions relacionades amb l'endotèrmia, el paladar secundari ofereix una superfície contra la qual es pot prémer la llengua, reforça el crani i facilita la mamada.